# Steinchen im Kurpark

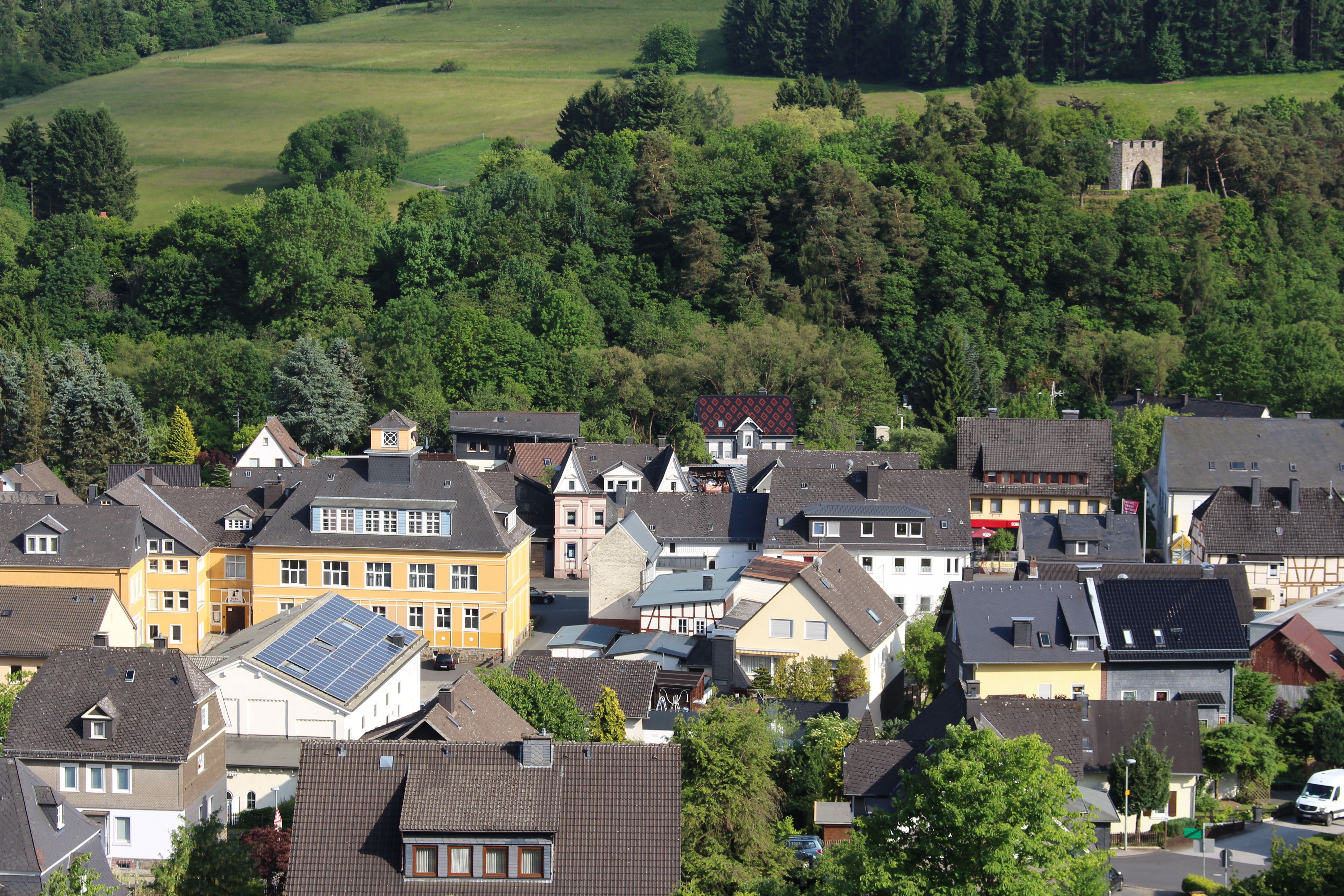
Steinchen rechts oben im Bildausschnitt, davor Häuser von Bad Laasphe

Das Steinchen im Kurpark ist ein denkmalgeschütztes Kriegerdenkmal in Bad Laasphe im Kreis Siegen-Wittgenstein (Nordrhein-Westfalen).

## Geschichte
Das Steinchen wurde im Jahr 1927 als Mahnmal für die Gefallenen im Krieg eingeweiht. Auch die Opfer des Zweiten Weltkriegs wurden dort mit einer Tafel verewigt.
Gegen die Pläne der Stadt Bad Laasphe, das Ehrenmal abzureißen, wurde im Jahr 1981 die Bürgeraktionsgemeinschaft Schöne Altstadt (BAG) aktiv. Für die Erhaltung wurde ein internationales Musikfest 1984 durchgeführt. Zusammen mit Spenden wurde die Sanierung finanziert.
Im Januar 2017 wurde es von der Arbeitsgemeinschaft Historische Stadt- und Ortskerne Nordrhein-Westfalen als Denkmal des Monats von Südwestfalen ausgezeichnet.

## Gebäude
Das Gebäude steht auf einem runden Platz mit etwa 26 Metern Durchmesser. Um den Platz wurde ein zwölf Meter breiter Graben angelegt.
Vorherige Anlage:
Vor dem Mahnmal befand sich an der Stelle eine „Landwache“, ein Wachturm, welcher um das Jahr 1350 errichtet wurde. Grafische Zeugnisse existieren davon sind nicht bekannt. Ein großer Teil der ehemaligen Anlage wurden durch den Bau des Steinchens zerstört. Die vorher existierende Anlage wird auf die zweite Hälfte des 14. Jahrhunderts datiert. Lediglich ein Graben und ein Wall sind teilweise erhalten.